# Genevieve Lemon

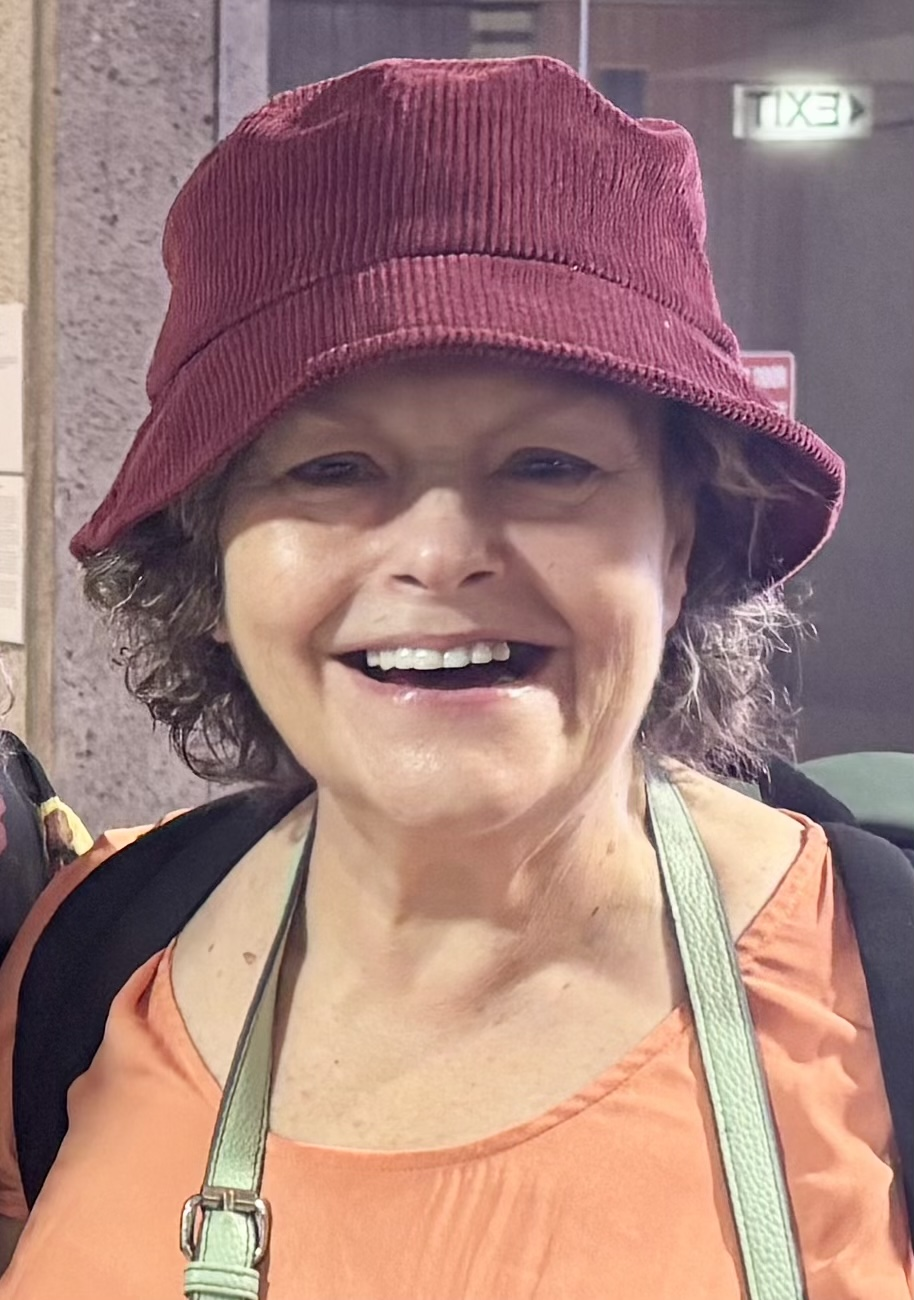
Genevieve Lemon (2025)

Genevieve Lemon (* 24. April 1960 in Sydney, New South Wales, Australien) ist eine australische Schauspielerin und Sängerin.

## Leben
Genevieve Lemon wurde 1960 in Crown Street Women’s Hospital, Sydney als drittes von vier Kinder des Filmeditor und Regisseurs Anthony Cripps Lemon und der Schauspielerin Patricia Mary O’Donell geboren.
Lemon schloss sich „The Rock Players“ an, einer Amateurtheatergruppe im Sydneyer Vorort Leichhardt, und trat anschließend in einer Produktion des Musicals Steaming auf, bevor sie die University of New South Wales besuchte und 1982 ihren Abschluss machte.

## Filmografie
- 1982: Sons and Daughters
- 1983: The Young Doctors
- 1984–1985: Prisoner
- 1986: Studio 86
- 1989: Die fliegenden Ärzte (The Flying Doctors, Fernsehserie)
- 1989: Luigi’s Ladies
- 1989: Sweetie
- 1990: G.P.
- 1991–1992: Nachbarn (Neighbours, Fernsehserie)
- 1993: Das Piano (The Piano)
- 1993: Seven Deadly Sins
- 1994: Heartland
- 1995: Billy’s Holiday
- 1996: Monday to Friday
- 1996: After the Beep
- 1997: The Well
- 1999: Holy Smoke
- 1999: Soft Fruit
- 2001: Always Greener
- 2003: The Postcard Bandit
- 2003: Mermaids
- 2006: Suburban Mayhem
- 2006: The Water Diary
- 2007: To Each His Own Cinema
- 2008: 8
- 2008: The Adventures of Charlotte and Henry
- 2013: Top of the Lake
- 2014: Rake
- 2014: The Secret River
- 2015: Redfern Now: Promise Me
- 2015: The Dressmaker
- 2018: Ladies in Black
- 2018: Home and Away
- 2019: Acute Misfortune
- 2021: The Power of the Dog
- 2021: The Tourist (Fernsehserie)
- 2021: Eden
- 2022: Pieces of Her
- 2022: Colin From Accounts
- 2022: Here Out West
- 2022: Christmas Ransom
- 2022: Ticket ins Paradies (Ticket to Paradise)
- 2023: The Appleton Ladies’ Potato Race
- 2023: Totally, Completely, Fine
- 2023: Strife
- 2024: Population 11
- 2024: Return To Paradise
- 2024: Runt